# Wim Ebbinkhuijsen
Wim Ebbinkhuijsen (Amsterdam, 24 december 1939) wordt beschouwd als een van de 'vaders' van de programmeertaal COBOL.

## Levensloop
Na zijn eindexamen Gymnasium-B aan het Ignatiuscollege te Amsterdam, gevolgd door de militaire dienst, begon hij in 1962 bij de Staatsmijnen in Heerlen als programmeur. Hij leerde COBOL van de Amerikaanse Grace Hopper (een van de medeoprichters van die taal).
In 1966 trad hij in dienst bij Philips Computer Industrie, waar hij o.a. de specificaties voor de COBOL-compiler maakte. Vanaf 1970 werkte hij als opleidingscooördinator bij het computer-opleidingsinstituut NOVI. 
Bij het accountantskantoor FHMH en later bij het NZI adviseerde hij cliënten bij de keuze van software.
Vanaf 1977 tot zijn pensionering was hij bij Albert Heijn verantwoordelijk voor de ontwikkeling en modernisering van de omvangrijke gegevensverzamelingen van dit bedrijf.

### COBOL
In 1967 werd hij namens Philips lid van de Nederlandse COBOL Commissie. In 1978 werd hij voorzitter, dat hij is gebleven tot de opheffing van de commissie in 2003.
In 1979 werd hij lid en daarna voorzitter van de officiële examencommissie COBOL van het EXIN; hij bleef dit tot 1991.
In 1979 was hij de initiatiefnemer en oprichter van de internationale ISO COBOL Working Group. Vanaf 1983 werd deze groep verantwoordelijk voor de internationale ontwikkeling en standaardisatie van COBOL. Hij bleef lid van deze groep tot 2004.
Van 1998 tot en met 2001 was hij lid en vice-voorzitter van de Amerikaanse COBOL Commissie ANSI-X3J4. 
Verder schreef hij vele studieboeken over COBOL, gebaseerd op de Amerikaanse en later de internationale COBOL-standaard. 

### BASIC
In 1975 ontwierp hij voor Nederland een minimale standaard voor de programmeertaal BASIC. Kort daarna werd dit als internationale standaard bevestigd. 

## Onderscheidingen
In 1998 ontving hij de onderscheiding "Serce Dziecku" (Hart voor Kinderen) van de Poolse staat voor zijn inzet voor een Pools weeshuis.
In 2004 kreeg hij tijdens een aan hem door de Vrije Universiteit Amsterdam aangeboden afscheidssymposium een onderscheiding van de Amerikaanse Computer Association IEEE voor zijn internationale bijdragen.
Bovendien werd hij tijdens dat symposium om dezelfde reden benoemd tot Ridder in de Orde van Oranje-Nassau.